# Эчэн
Эчэ́н (кит. упр. 鄂城, пиньинь Èchéng, буквально: «город Э») — район городского подчинения городского округа Эчжоу провинции Хубэй (КНР).

## История
В эпоху Западной Чжоу эти земли входили в состав царства Э (鄂国), чьё название стало основой для местных топонимов. В IX веке до н. э. царство Э было поглощено царством Чу, которое в III веке до н. э. было завоёвано царством Цинь.
После того, как царство Цинь завоевало все прочие царства, создав первую в китайской истории централизованную империю, страна была разбита на округа и уезды, и эти земли вошли в состав уезда Эсянь (鄂县) округа Наньцзюнь (南郡). После смены империи Цинь на империю Хань уезд Эсянь вошёл в состав округа Цзянся (江夏郡) провинции Цзинчжоу (荆州). Гуань Ин окружил уездный центр защитными стенами.
В 222 году Сунь Цюань объявил себя го-ваном государства У (吳國國王), и эти места стали столицей его владений. В качестве названия для столицы были взяты два иероглифа из фразы «и У эр чан» (以武而昌, «за счёт У процветать будет»), поэтому Эсянь был переименован в Учан (武昌县), одновременно с этим был основан округ Учан (武昌郡), власти которого также разместились здесь.
После того, как китайские земли были объединены в империю Цзинь, власти округа Учан перебрались в укрепление Сякоу в расположенном западнее уезде Цзянся, в результате чего началась постепенная «миграция» топонима «Учан» на запад. Когда в результате государственного переворота в начале V века была свергнута правящая династия, и вместо империи Цзинь образовалась южная империя Сун, то была создана область Инчжоу (郢州), в состав которой вошёл и уезд Учан. После объединения китайских земель в империю Суй в 589 году область Инчжоу была переименована в Эчжоу (鄂州).
Во времена империи Сун в 1221 году область Эчжоу была преобразована в Учанский военный округ (武昌军), однако после монгольского завоевания округ опять стал областью Эчжоу. В 1277 году область Эчжоу была преобразована в Эчжоуский регион (鄂州路), в 1301 году переименованный в Учанский регион (武昌路); тем не менее власти региона по-прежнему размещались в уезде Цзянся, а не в уезде Учан. После того, как правление монголов было свергнуто Чжу Юаньчжаном, регионы были переименованы в управы, и Учанский регион империи Юань превратился в Учанскую управу (武昌府) империи Мин; власти управы также, несмотря на название, разместились в уезде Цзянся, а не в уезде Учан. Из-за этого дуализма место размещения властей управы стали называть «шан Учан» (上武昌, «верхний Учан»), а уезд Учан — «ся Учан» (下武昌, «нижний Учан»).
В 1911 году в «верхнем Учане» произошло Учанское восстание, ставшее началом Синьхайской революции. После победы революции и образования Китайской Республики для устранения застарелого дуализма в 1913 году уезд Учан был переименован в Шоучан (寿昌县), а уезд Цзянся — в уезд Учан. В 1914 году уезд Шоучан был переименован в уезд Эчэн (鄂城县).
В 1949 году был образован Специальный район Дае (大冶专区), и уезд вошёл в его состав, став местом пребывания властей специального района. В 1952 году Специальный район Дае был расформирован, и уезд был передан в состав Специального района Хуанган (黄冈专区). В 1959 году уезд Эчэн был преобразован в город Эчэн (鄂城市), но в декабре 1961 года город Эчэн опять стал уездом. В 1965 году уезд Эчэн был передан в состав Специального района Сяньнин (咸宁专区). В 1970 году Специальный район Сяньнин был переименован в Округ Сяньнин (咸宁地区). В 1979 году уезд Эчэн был передан в состав Округа Хуанган (黄冈地区), при этом урбанизированная зона уезда Эчэн была выделена в отдельный город Эчэн.
19 августа 1983 года постановлением Госсовета КНР были расформированы уезд Эчэн и город Эчэн, и образован городской округ Эчжоу, в котором был создан район городского подчинения Эчэн.

## Административное деление
Район делится на 4 уличных комитета, 9 посёлков и 1 волость.